# 松川村立松川小学校
松川村立松川小学校（まつかわそんりつまつかわしょうがっこう）は、長野県北安曇郡松川村にある公立小学校。松川村唯一の小学校である。JR大糸線信濃松川駅より徒歩2分。なお、松川村は全域が松川村立松川中学校の学区である。2022年2月時点の児童数は461名。家庭数340戸。

## 歴史

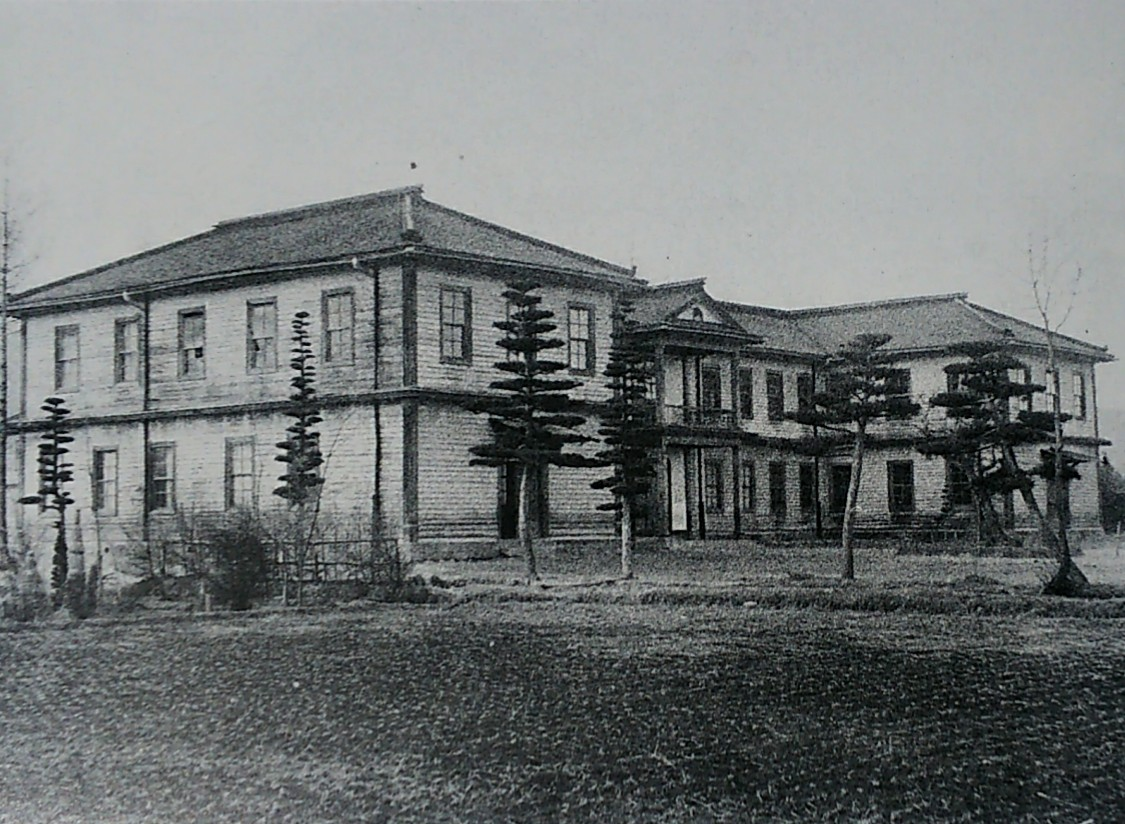
1895年竣工の旧校舎

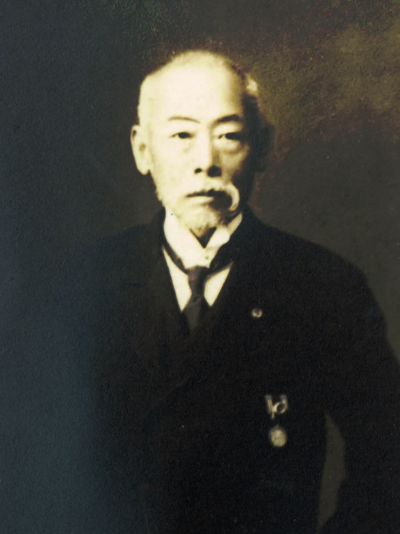
初代校長の野々山直記

明治初期の北安曇郡松川村では、1873年（明治6年）に鼠穴学校が開校し、1874年（明治7年）に松川学校と細野学校が開校している。就学率の上昇や人口の自然増などが理由で、1892年（明治25年）には松川学校と細野学校が統合されて松川村立松川尋常小学校（尋常科4年、高等科2年）となり、現在地に校舎を新築した。当時のこの地は未墾地ばかりで広大な土地が確保でき、また松川村の中心部になりつつある場所だった。
1894年（明治27年）3月12日夜には火鉢からの火災で校舎を焼失したが、村役場を仮校舎として授業を再開している。1895年（明治28年）春に新校舎が竣工して5月10日に開校式が行われた。1913年（大正2年）には長野師範学校教諭の浅井洌の作詞によって校歌が制定されている。
1901年（明治34年）には松川村立女子補習学校が敷設され、1913年（大正2年）にはこの補習学校が松川村立松川農工補習学校に改称、1933年（昭和8年）には松川村立実業補習学校に改称、1935年（昭和10年）には松川村立松川青年学校となっている。この青年学校は新学制発足後の1947年（昭和22年）3月に役目を終えた。

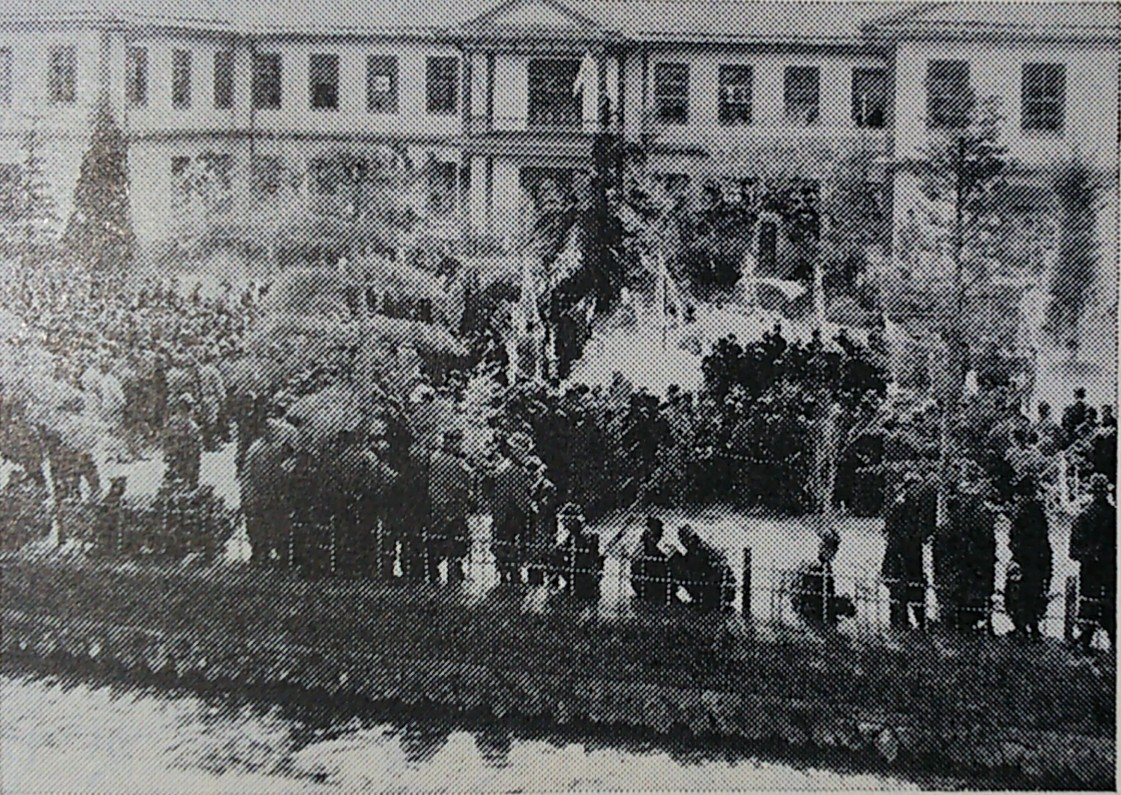
1940年の野々山直記頌徳碑建立記念式典

1940年（昭和15年）4月には玄関前に野々山直記頌徳碑が建立された。太平洋戦争が勃発した1941年（昭和16年）には松川村立松川尋常高等小学校から松川村立松川国民学校に改称。都会からの集団疎開はなかったものの、個人の縁故による疎開者は多く、1943年（昭和18年）から1945年（昭和20年）には児童数が60人も増加している。
太平洋戦争終結後の1947年（昭和22年）には松川村立松川小学校に改称。1947年度から1949年度には松川村立松川中学校が松川小学校の校舎に同居し、さらに1948年度から1956年度には長野県立北安曇農業高等学校（現・長野県池田工業高等学校）定時制松川分校が松川小学校の校舎に同居した。1948年（昭和23年）には鼠穴分校が現在の南部会館の地に校舎を新築移転したが、少人数だったことから1957年度末をもって松川小学校に統合され、1873年から75年にも及ぶ歴史を閉じた。
1951年（昭和26年）には松川小学校の空き教室に図書館が設置された。1967年（昭和42年）からの校舎建て替え時には暫定的に板取の三軒屋会館に移転したが、新校舎の竣工後には松川小学校内の保育所に図書館が設けられた。1983年（昭和48年）12月に公民館が落成すると、図書館は松川小学校保育所から公民館2階に移転した。2009年（平成21年）には松川村多目的交流センターすずの音ホールに松川村図書館が開館している。
1967年（昭和42年）以後には明治以来の木造の建物がすべて取り壊され、鉄筋コンクリートの建物に置き換えられている。1981年（昭和56年）には創立100周年を記念して、松川村教育委員会が『松川小学校百年のあゆみ』を刊行した。2003年（平成15年）には校地南側に隣接して公園が建設されている。

### 年表
- 1873年（明治6年） - 鼠穴学校設置。[1]
- 1874年（明治7年） - 松川学校設置。細野学校設置。[1]
- 1892年（明治25年） - 松川学校と細野学校を統合。松川村立松川尋常小学校として現在地に校舎新築。[1]
- 1913年（大正2年） - 校歌制定。[1]
- 1938年（昭和13年） - 校章・校旗制定。[1]
- 1941年（昭和16年） - 松川村立松川国民学校に改称。
- 1947年（昭和22年） - 松川村立松川小学校に改称。
- 1958年（昭和33年） - 鼠穴分校が松川小学校に統合。[1]
- 1984年（昭和59年） - 体育館改築。[1]
- 1993年（平成5年） - 北校舎を大規模改修。[1]
- 1994年（平成6年） - 中校舎を大規模改修。[1]
- 1996年（平成8年） - 新プールが完成。[1]
- 2002年（平成14年） - 「王鳳館」「時習館」2棟を増築。[1]

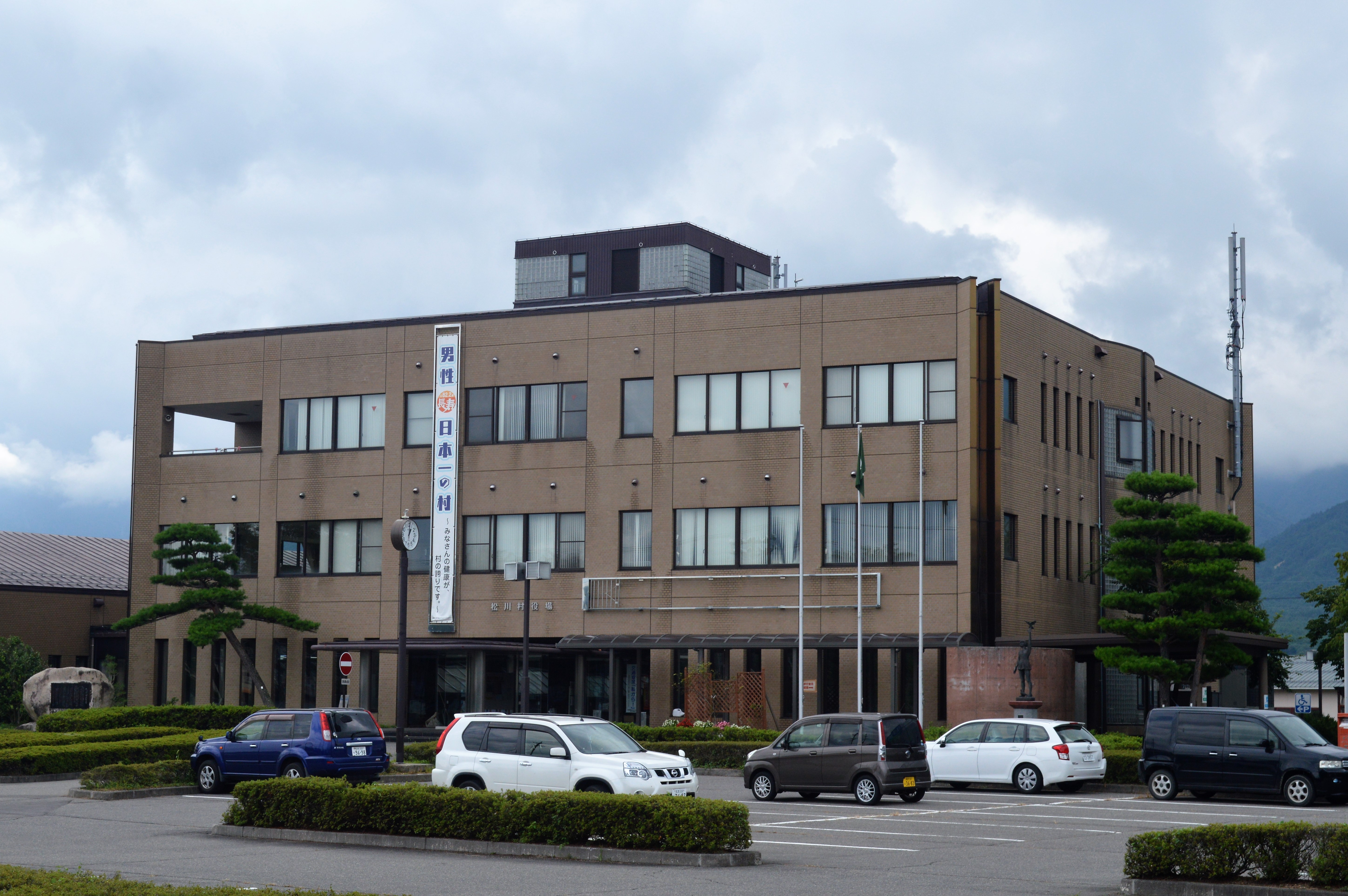
校地の西側にある松川村役場
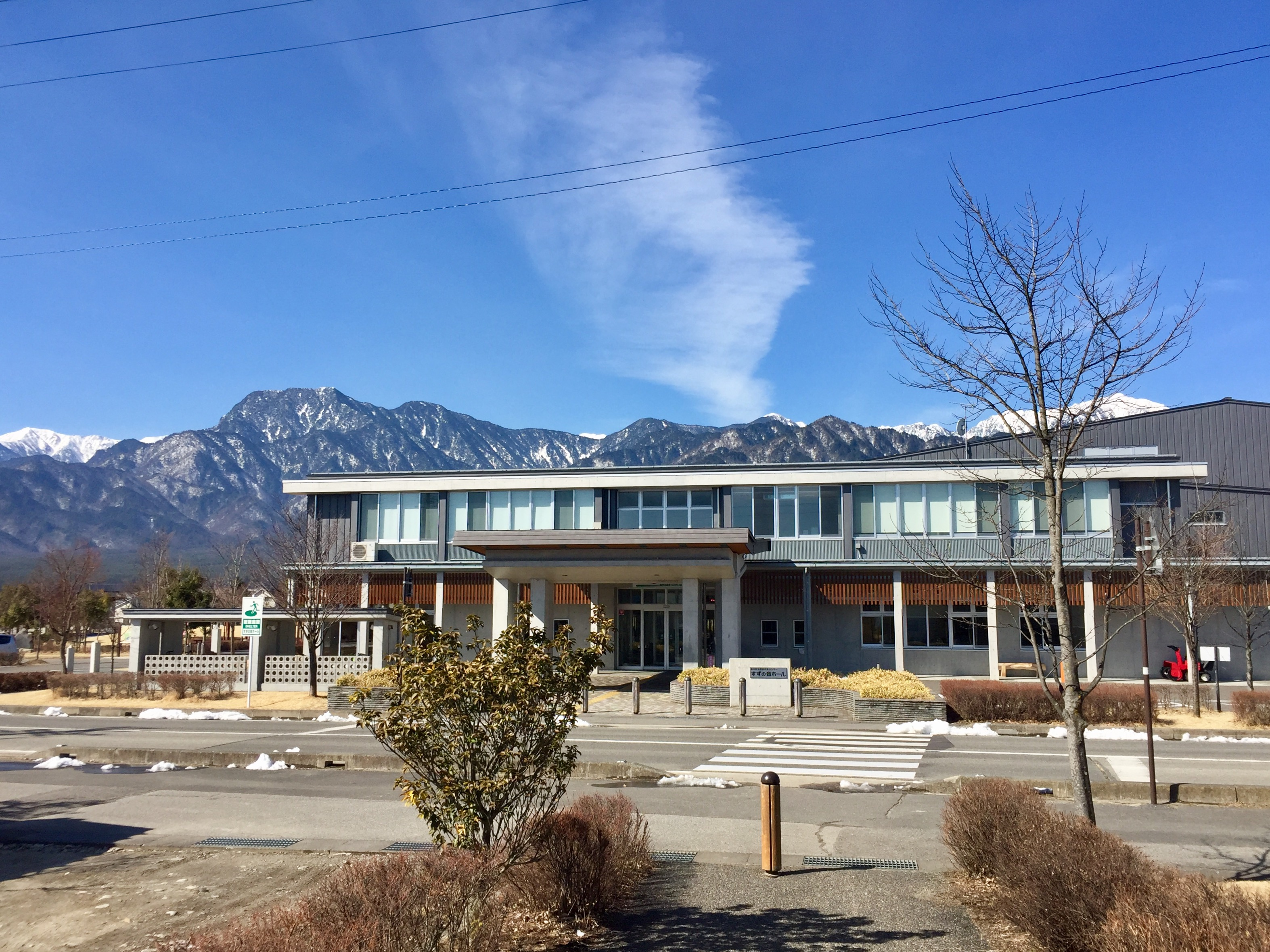
校地の西側にある松川村多目的交流センターすずの音ホール
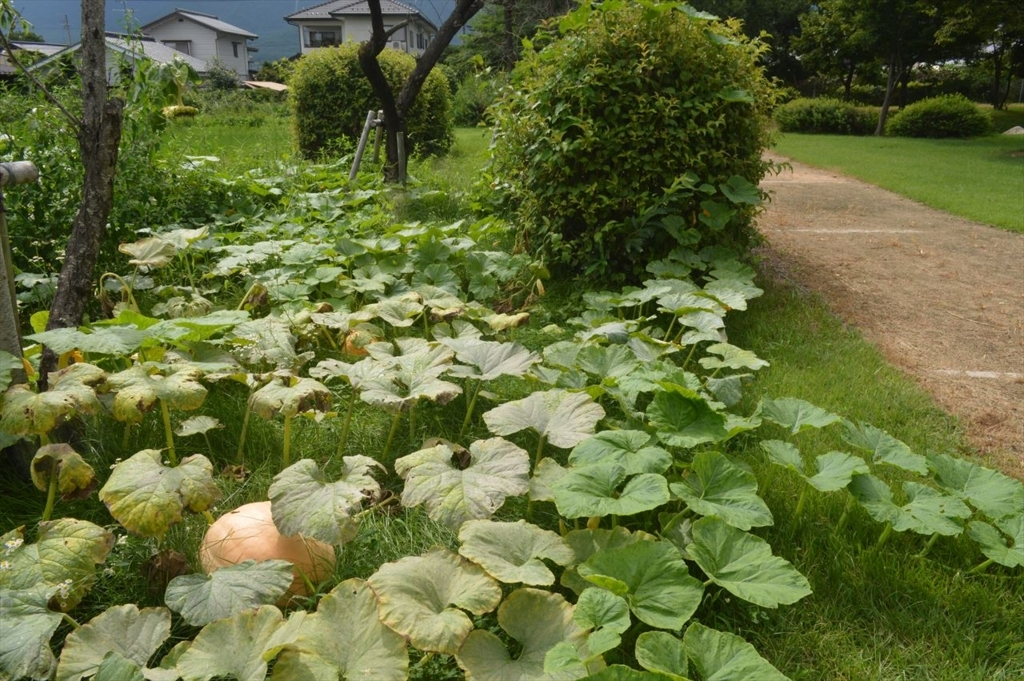
校地の南側にある公園

## 卒業生
- 菅沼知至（歌人） - 板取出身。
- 湯口昌（実業家） - 神戸出身。
- 平林武夫（登山家） - 細野出身。
- 茅野恒司（実業家） - 鼠穴出身。